# Чиликар
Чиликар  (лезг. Ч|илихъар) — село в Хивском районе Дагестана. Входит в состав муниципального образования «Сельсовет Кошкентский».

## География
Село расположено в 8 км к юго-востоку от административного центра района — с. Хив.

## Население
Лезгинское село. Мусульмане-сунниты.
| 1895 | 1926 | 1939 | 1970 | 1989 | 2002 | 2010 |
| ---- | ---- | ---- | ---- | ---- | ---- | ---- |
| 353  | ↗406 | ↗459 | ↘391 | ↗427 | ↗563 | ↘485 |
| 2021 |      |      |      |      |      |      |
| ↗572 |      |      |      |      |      |      |